# Ngải Năng Kỳ
Ngải Năng Kỳ (chữ Hán: 艾能奇, ? – 1647), có chỗ chép là Ngải Vân Chi (艾云枝), Ngải Kỳ Năng (艾奇能), người Mễ Chi, Thiểm Tây, tướng lãnh khởi nghĩa nông dân Đại Tây, con nuôi của thủ lĩnh Trương Hiến Trung.

## Sự nghiệp
Năng Kỳ từ sớm đã tham gia nghĩa quân của Trương Hiến Trung. Năm 1644, sau khi Trương Hiến Trung kiến lập chính quyền Đại Tây, Năng Kỳ được thụ phong Định Bắc Tướng quân. Năm 1646, Trương Hiến Trung tử trận, ông cùng bọn Tôn Khả Vọng soái mấy vạn tàn quân, chạy vào Vân Nam - Quý Châu .
Năm 1647, Ngải Năng Kỳ tiến đánh Đông Xuyên (nay là Hội Trạch, Vân Nam). Nghĩa quân tiến đến vị trí cách phủ Đông Xuyên 30 dặm, rơi vào mai phục của thổ ty địa phương là Lộc Vạn Chung, trúng tên độc, máu chảy không ngừng; trở về Côn Minh, không khỏi mà chết .